# Divna Ljubojević
Pour les articles homonymes, voir Ljubojević.
Divna Ljubojević (serbe : Дивна Љубојевић), est une chanteuse serbe de musique sacrée orthodoxe. Elle dirige le chœur « Melodi », spécialisé dans la liturgie slave et grecque.

## Biographie
Divna Ljubojević naît le 7 avril 1970 à Belgrade, en Serbie, alors intégrée à la République fédérative socialiste de Yougoslavie. Elle étudie la musique à l'école Stevan Mokranja de Belgrade ainsi qu'à l'Académie de musique de Novi Sad.

## Discographie

### Serbie
- „Аксион естин“, Belgrade, 1996.
- „Достојно јест“, Belgrade, 1999.
- „Живоносни источник“, Belgrade,  2000.
- „Мелоди“,Belgrade, 2001.
- „Славословије“,Belgrade, 2002.
- „Божанствена Литургија Св. Јована Златоустог“, Belgrade, 2004.
- „Концерти“,  Манастир Ваведење Пресвете Богородице, Београд, 2006.
- „Христос Воскресе“ -Belgrade, Београд, 2007.
- „Христос се роди“ - Belgrade,  2008.
- „ОГЛЕДАЛО/ The Mirror“ - видео записи, Belgrade, 2008.

- „Антологија најлепше духовне музике православног истока“, Belgrade, 2016. године[4]

### France
- „Divna Мysteres Byzantins“, Editions JADE - Milan Music - Warner Music International, Paris, 2004.
- „La Divine Liturgie de Saint Jean Chrysostome“, Editions JADE - Milan Music - Warner Music International, Paris, 2004.
- „La Gloire de Byzance“, Editions JADE  - Milan Music - Warner Music International, Paris, 2005.
- „Divna en concert“,Théâtre des Abbesses, Paris, Editions JADE  - Milan Music - Warner Music International, Paris, 2006.
- „Lumieres du Chant Byzantin“, Editions JADE  - Milan Music - Warner Music International, Paris, 2007.
- „L'ame Du Chant Orthodoxe/The Soul of Orthodox Chant“, Editions JADE  - Milan Music - Warner Music International, Paris, 2010.
- „Collector“, Editions JADE  - Milan Music - Warner Music International, Paris, 2014.

### États-Unis
- "In Search of Divine Light", Valley Entertainment, USA, 2014.

### Biélorussie
- Христос Воскресе! - православные песнопения, Дивна Любоевич & Мелоди, Свято-Елисаветинский монастыръ в.г. Минске, 2008
- Христос Родился! - православные песнопения, Дивна Любоевич & Мелоди, Свято-Елисаветинский монастыръ в.г. Минске, 2008
- Концерты - православные песнопения, Дивна Любоевич & Мелоди, Свято-Елисаветинский монастыръ в.г. Минске, 2008
- Мелоди - православная духовная музыка, Дивна Любоевич & Мелоди, Свято-Елисаветинский монастыръ в.г. Минске, 2008